# 조 맥패든
조 맥패든(Joe McFadden, 1975년 10월 9일 ~ )은 영국의 배우, 영화배우, 텔레비전 배우이다.
글래스고에서 태어났다.

## 방송
- 홀비시티 시즌18
- 홀비시티 시즌17
- 홀비시티 시즌16
- 캐주얼티 24

## 영화
- 크랜포드 (2007년)
- 트라블 위드 멘 앤 위민 (2003년)
- 꿈과 행운 (2001년)
- 데드 사베지 (1998년)
- 하트비트 (1992년)
- 캐주얼티 (1986년)